# Вроцлавське князівство
51°07′00″ пн. ш. 17°02′00″ сх. д. / 51.116666666667° пн. ш. 17.033333333333° сх. д.
Вроцлавське князівство або Вратиславське князівство (лат. Ducatus Wratislaviensis, чеськ. Vratislavské knížectví, пол. Księstwo wrocławskie, нім. Herzogtum Breslau) — одне з західно-слов'янських князівст, середньовічне державне утворення (феодальна монархія) на території історичної Сілезії. Виділолись з незалежного Сілезького князівства. В ньому правили члени династії Сілезьких П'ястів, поки ця династія вимерла 1335 року, і Вроцлав став леном Богемської корони як т.зв. безпосереднє князівство. За часів панування Священної Римської імперії та Прусії стало називатись князівство (герцогство) Бреслау. 1742 році остаточно перестало існувати та увійшло до складу Прусського королівства.

## Історія
Вратислав (Вроцлав) входив до складу самостійного Сілезького князівства, до його окупації поляками та вигнання звідти місцевих князів. У 1138-1146 роках в Сілезії правив Владислав II, якого вигнав з престола польський князь Болеслав Кучерявий.  
1163 року за допомогою імператора Фрідріха I синам Володислава ІІ Болеславу I та Мешку I вдалось повернутися до Сілезії після вигнання до Тюрінгії, й вони почали разом правили у Сілезькому князівстві. Однак, незабаром старший Болеслав отримав Середню і Нижню Сілезію з областями Вратислава, Леґніци і Ополе, а Мешко отримав меншу верхньосілезьку область Ратібор-Тешен. Після смерті Болеслава в 1201 р. Мешко почав правити і в Опольському князівстві. Відтоді Верхньосілезькі князі називали себе «князями Опольськими», і взагалі не використовували назву «Сілезія» до XIV століття у себе в титулах. А правлячі князі в Центральній і Нижній Сілезії титулувались «князями Сілезії». Вони продовжували використовували цей титул і після того, як країна розпалася на численні удільні князівства з власними назвами. 

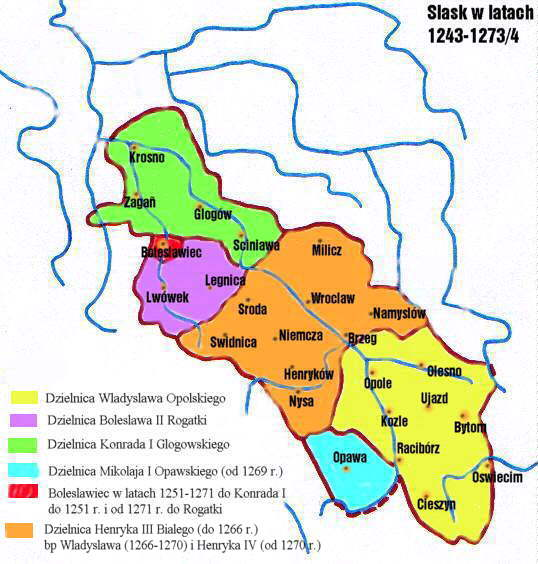
Сілезькі князівства

Так постали Вратиславське (Нижньосілезьке) та Ратиборське (Верхнесілезьке) князівства. Болеслав намагався повернути й Краківське князівство, але в 1177 зазнав поразки і був змушений виділити зі своїх володінь Глогувське князівство, в якому став правити його молодший брат Конрад Тонконогий. Після того, як Конрад помер у 1189/1190, не залишивши спадкоємців, Глогув знову повернувся до Болеслава.
Син Болеслава Генріх I зумів знову об'єднати всю Нижню і Центральну Сілезію під єдиною владою. Його син Генрик II Побожний продовжив політику батька й був князем Сілезії та Краківським. Але був вбитий монголо-татарами 1241 року. В Сілезії став правити його старший син Болеслав II.
1248 році Генріх III, що досяг повноліття, зажадав від свого старшого брата Болеслава II свою частку батьківської спадщини. Генріха підтримала Вратиславська шляхта, і Болеслав передав йому центральну частину князівства, де був Вроцлав. У 1250-х роках Вратиславське князівство стало найсильнішим князівством Сілезії, проводячи активну самостійну зовнішню політику. Однак, після смерті Генріха в 1266 рокі регентом князівства при малолітньому Генріху IV став його дядько Владислав (брат Генріха), князь-єпископ Зальцбурзький. 1267 року він відіслав малолітнього Генріха до Праги, і тому після смерті Владислава, з 1270 року регентом князівства став Богемський король Пржемисл Отакар II.
1272 році Генріх IV зробив Вратислав столицею Сілезії, надав йому великі привілеї, і став правити проводити незалежну зовнішню політику. 1277 року він був узятий у полон Леґницьким князем Генріхом V Брутальним, і отримав свободу лише в обмін на третину свого князівства. 1288 року Генріх IV зміг стати Краківським князем. Помер 1290 року; згідно з його заповітом, Вроцлавське князівство мав отримати Ґлоґувський князь Генріху III, проте Генріх Брутальний, залучивши місцеву шляхту став правити у Вроцлавському князівстві, разом з Леґницьким князівством.
З 1291 року князівство посідав Генріх V Брутальний. 1296 року, після його смерті, як опікун малолітніх синів, Вроцлавським князівством правив князь Болко Суворий. 
1301 року, після його смерті суперництво за Вроцлавські землі з князем Генріхом III Глогувським виграв чеський король Вацлав II, який у 1303 році поставив тут свого старосту і організував весілля десятирічного Болеслава III та своєї п'ятирічної доньки Маргарити. 
До 1311 р. зберігалася єдність Вроцлавського і Леґницького князівств. Але під тиском молодших синів Болеслав III змушений був поділити володіння. Болеслав отримав Бреґське князівство, Генріх VI Добрий отримав Вроцлавське, а Владислав отримав Леґницьке князівство.
Через постійні намагання польських князів захопити Вроцлавське князівство, у квітні 1327 року бездітний Генріх VI підписав угоду про спадщину, згідно з якою він добровільно передав своє князівство Богемському королю, зберігаючи право на довічне правління. Він також запевнив короля Яна Люксембурзького, що в разі війни його міста будуть відкриті для чеських військ. За це Іван Люксембурзький погодився сплачувати князю 1000 щороку, поважати всі права мешканців князівства, скасувати всі митні збори в Богемії для Вроцлавських купців, ніколи не відділяти князівство від Королівства Богемія, і надати Генріху VI довічне володіння землею Клодзько. 
Під час з'їзду королів у Вишеграді до Івана Люксембурга дійшла звістка про смерть принца Генріха VI Доброго 24 листопада 1335 р. Його син Карл Люксембурзький негайно вирушив до Вроцлава і призначив там намісником князівства старосту Конрада Борснича. А князь Болко II Зембіцький, який з 1336 р. був ленником Іван Люксембурзькому, отримав у володіння Клодзьку землю.
З 1335 року Вроцлавське князівство належало королям Богемії. Чеські монархи призначали свої намісників у князівство понад 300 років, до захоплення всієї території Сілезії Королівством Пруссія в 1740–1742 роках. Прусські королі почали використовували титул князь (герцог) Бреслау, серед інших своїх титулів. У 1807 році князівство (герцогство) було скасовано в результаті пруської адміністративної реформи.

## Вроцлавські князі
- Болеслав I Високий 1173-1201, князь Сілезії
- Генрик І Бородатий 1201-1238, князь Сілезії, князь Краківський
- Генрик II Побожний 1238-1241, князь Сілезії, князь Краківський
- Болеслав II Рогатка 1241-1248, князь Сілезії, князь Краківський, князь Леґницький
- Генрик III Білий 1248-1266, князь Сілезії, князь Вроцлавський
- Генрик IV Праведний 1266-1290, князь Сілезії, князь Краківський, князь Вроцлавський
  - Владислав Сілезький 1266-1270, князь-архієпископ Зальцбурзький, намісник при малолітньому Генрику IV
  - Перемисл Отакар ІІ 1270-1272, король Богемії, князь Австрії, Штирії, Каринтії, регент при малолітньому Генрику IV
- Генріх III Глогувський 1290, князь Глогувський, Стинавський, Заганьский, Великопольский
- Генрик V Брутальний 1290-1296, князь Яворський, Леґницький, Вроцлавський

Опіка над малолітніми синами Генріха V 1296-1306 

- Болеслав I Суворий 1296-1301, князь Яворський, Львувецький, Свидницький, намісник Вроцлавського і Леґницького князівств
- Генріх III Ґлоґувський 1301, князь Ґлоґувський, Стинавський, Заганьский, Великопольский претендент
- Генрик Вербна 1301-1302, єпископ Вроцлавський, намісник Вроцлавського князівств
- Венцеслав II 1303-1305, король Богемії і Польщі, князь Краківський
- Болеслав III Марнотратний 1305-1311, Леґницько-Бреґзький, Ґлоґувський, Опавський, Вроцлавський князь
- Володислав Леґницький 1305-1311, співправитель Вроцлавського і Леґнинського князівства
- Генрик VI Добрий 1305-1311, співправитель Вроцлавського і Леґнинського князівства; 1311-1335 князь Вроцлавський.
- Іван I Люксембурзький, король Богемії, титулярний король Польщі.

Після смерті Генріха VI Вроцлавське князівство стало спадковим (імедіатний) князівством Богемської корони. Відтоді королі Богемії носили титул князя Вратиславського (герцога Бреслау) та призначали в князівство своїх намісників.
У 1742–1807 роках Вратиславським князівством правили королі Пруссії, невелика частина земель князівства залишилася за Австрійською імперією.